# Tassilo III
Tassilo III (również Tassilon III) – książę Bawarii z dynastii Agilolfingów, kuzyn Karola Wielkiego.
Zmuszony do hołdu lennego przez władcę państwa Franków Karola Wielkiego, pokonany w 787, pozbawiony tronu pod zarzutem felonii w 788 i osadzony w klasztorze. Po tych wydarzeniach Bawaria została przyłączona bezpośrednio do państwa Franków.